# USS Pyro (AE-1)
El USS Pyro (AE-1) fue un buque amunicionador en servicio con la Armada de los Estados Unidos de 1920 a 1924 y luego de 1939 a 1946.

## Historia
Fue construido por el Astillero Naval de Puget Sound (Bremerton, Washington). Fue asignado en 1920 pero causó baja en 1924. Regresó al servicio en 1939 y estuvo asignado en el teatro de operaciones del Pacífico. Causó baja en 1946.